# Internationale børnedag
 Der er for få eller ingen kildehenvisninger i denne artikel, hvilket er et problem. Du kan hjælpe ved at angive troværdige kilder til de påstande, som fremføres i artiklen.

Den internationale børnedag er en helligdag i mange lande, der i de fleste lande bliver fejret den 1. juni. Det er samtidig en kampdag der skal gøre opmærksom på børns behov.
Dagen stammer tilbage fra en konference om børns rettigheder i Geneve i 1925 hvor 54 lande var repræsenteret. Det er uklart hvorfor den 1. juni blev valgt men en mulighed er at det skyldes at den kinesiske generalkonsul i San Francisco samlede nogle forældreløse kinesiske børn for at fejre dragebådsfestival der det år faldt på datoen og som var samtidig med konferencen.
1. juni er siden blevet fejret som børnedag i mange lande særligt i kommunistiske lande men i vesten ofte på andre dage.
Bemærk at denne dag er en anden end Børnenes dag den 20. november, hvor FN's Børnekonvention blev underskrevet.
| Festival | Spire Denne artikel om festivaler og mærkedage er en spire som bør udbygges. Du er velkommen til at hjælpe Wikipedia ved at udvide den. |